# Rafael Brieva Primo
Rafael Brieva Primo futbolísticamente conocido como Fali (Sevilla, 18 de septiembre de 1983) es un futbolista profesional español. Juega de delantero centro. 

## Trayectoria
Tras un año bastante regular en la SD Eibar donde empieza siendo un ídolo para la afición armera,las lesiones principalmente en las rodillas, marcaron su temporada. A finales de junio de 2010 el club armero decide no renovarle el contrato,lo cual le sirve para ese tiempo recuperarse de la rodilla, Tras participar en la concentración de la AFE para jugadores sin equipo en el que fue la revelación de dicha stage, le llegó una oferta del Ontinyent CF, entre otras y decide firmar allí donde marcó varios goles y fue uno de los más destacados en la recta final de la temporada siendo el jugador revelación de esta. Su paso fugaz por el Fútbol Austriaco lo coloca en Alicante donde casi alcanzan la machada de salvar a un equipo descendido desde la primera jornada. Tras idas y venidas y problemas de pago, decide dejarlo por motivos familiares ( nacimiento de su hijo) muchos fueron los equipos de la zona que se interesaron por el gigante sevillano, pero no le valió para convencerlo,En 2015  el U.D Moron intentara que se sienta futbolista  y  en el que `lograra´ un centenar de goles y el esperado ascenso...
Grande fali...

## Clubes
| Club         | País   | Año       |
| ------------ | ------ | --------- |
| Sevilla FC C | España | 2007-2008 |
| Sevilla Atl. | España | 2008-2009 |
| SD Eibar     | España | 2009-2011 |
| Ontinyent CF | España | 2011-2012 |
| Orihuela CF  | España | 2012-2013 |
| Arroyo CP    | España | 2013-2014 |